# Terremoto de Mendoza de 1927
El terremoto de Mendoza de 1927 fue un terremoto, movimiento sísmico que ocurrió el 14 de abril de 1927 a las 03:23 (Hora Local Argentina + 3), en la provincia de Mendoza, Argentina. 
Tuvo su epicentro en las coordenadas geográficas 32°00′00″S 69°50′00″O / -32.00000, -69.83333.
La magnitud estimada fue de 7,1 en la escala de Richter, a una profundidad de 110 km; y de una intensidad de "grado VIII" en la escala de Mercalli.
Afectó nuevamente al Gran Mendoza. Los mayores daños estuvieron otra vez localizados en el departamento Las Heras, produciendo tres víctimas fatales.
También afectó a la ciudad de Santiago de Chile. Provocó daños en edificios, como derrumbe de cornisas o techos.